# Bernard Bouvier
Bernard Bouvier (* 8. September 1861 in Genf; † 18. Juli 1941 ebenda) war ein Schweizer Germanist und Romanist, Rektor der Universität Genf.

## Leben und Werk
Bouvier studierte von 1883 bis 1886 an der École normale supérieure (Paris) und war von 1887 bis 1889 Französischlektor an der Universität Berlin. Von 1890 bis 1895 war er an der Universität Genf Professor für deutsche Sprache und Literatur und von 1895 bis 1924 (als Nachfolger von Édouard Rod) Professor für französische Literatur (von 1906 bis 1908 auch Rektor).
Wissenschaftlich war er vor allem als Herausgeber des Werks von Henri-Frédéric Amiel bekannt. Er war Mitgründer und von 1904 bis 1941 der erste Präsident der Société Jean-Jacques Rousseau in Genf.
Er war der Großvater von Nicolas Bouvier.

## Werke (Herausgebertätigkeit)
- L'oeuvre de Zola, Ch. Eggmann, Genève 1903
- A la mémoire de Leon Tolstoi, Genève 1911
- Jean-Jacques Rousseau, A. Jullien, Genève 1912
- Gustave Moynier, Imprimérie du Journal de Genève, Genève 1918
- Henri-Frédéric Amiel, Fragments d'un journal intime, Tome III, Georg, Genève 1922
- Henri-Frédéric Amiel, Fragments d'un journal intime, 2 Bde., Paris 1927, 1949
- Henri-Frédéric Amiel, Philine. Fragments inédits du "Journal intime", Paris 1927
- Henri-Frédéric Amiel, Essais critiques, Paris 1932, 2006
- La Jeunesse d'Henri-Frédéric Amiel. Lettres à sa famille, ses amis, ses amies pour servir d'introduction au journal intime 1837–1849, Paris 1935